# 중화인민공화국 국방부
중화인민공화국 국방부(중국어 간체자: 中华人民共和国国防部, 정체자: 中華人民共和國國防部, 병음: Zhōnghuá Rénmín Gònghéguó Guófángbù)는 중화인민공화국 국무원 산하의 행정기관이다. 

## 상세
중화인민공화국 국방부에서 제일 높은 지위에 있는 사람을 국방부 부장이라고 한다. 중화인민공화국 국방부는 중국 공산당의 당군인 중국 인민해방군에 대한 지휘권을 보유하지 않고, 군사 행정 업무만을 담당한다. 참고로, 중국 인민해방군은 중국공산당 중앙군사위원회에 소속되어 있다. 국방부부장은 항상 중국 인민해방군의 장군이다.

## 역대 부장
국방부장은 항상 인민해방군의 장교이며, 대체로 중국공산당 중앙군사위원회의 부주석직을 맡고 있다.
- 펑더화이 (1954년 ~ 1959년)
- 린뱌오 (1959년 ~ 1971년)
- 예젠잉 (1975년 ~ 1978년)
- 쉬샹첸 (1978년 ~ 1981년)
- 겅뱌오 (1981년 ~ 1982년)
- 장아이핑 (1982년 ~ 1988년)
- 친지웨이 (1988년 ~ 1993년)
- 츠하오톈 (1993년 ~ 2003년)
- 차오강촨 (2003년 ~ 2008년)
- 량광례 (2008년 ~ 2013년)
- 창완취안 (2013년 ~ 2018년)
- 웨이펑허 (2018년 ~)

## 같이 보기
- 중국공산당